# Pierre Cuillier-Perron
Pour les articles homonymes, voir Cuillier et Perron.
Pierre François Cuillier-Perron, né le 6 août 1753 à Luceau, près de Château-du-Loir, et mort le 21 mai 1834 dans son château du Fresne, situé dans la commune d'Authon (Loir-et-Cher), est un militaire et un aventurier français. Il passa plus de trente ans en Inde à servir les forces locales contre l'occupant britannique.

## Biographie
Cuillier était le fils d'un maître tisserand. En Inde, il a ajouté à son nom celui de Perron (un diminutif de Pierre). Il est plus connu sous le nom de « Général Perron ».
En 1780, il se rend en Inde comme simple marin à bord d'une frégate française. Il débarque sur la côte de Malabar, et il fait alors son chemin vers la partie supérieure de l'Inde, où il s'enrôle dans le corps de rana de Gohad sous le commandement d'un Écossais du nom de Sangster. En 1790, il se met au service du généralissime De Boigne, il lui a été attribué le commandement de sa deuxième brigade.
En 1795, il aide à remporter la bataille de Kardla contre le nizam de Hyderabad. Le général De Boigne part à la  retraite pour raison de santé, il décide alors de désigner Perron comme son successeur, celui-ci étant son homme de confiance. Perron devient donc le commandant en chef de l'armée de Sindhia's. Lors de la bataille de Malpura (1800), il a également vaincu la force Rajput.
Après la défaite de Ujjain (1801), il est trahi par son ami Bourguien, qui commandait alors la deuxième brigade mais qui a refusé d'envoyer ses troupes à l'aide de Scindia. La trahison de ces officiers avec le déclenchement de la guerre entre Scindia et les Britanniques en 1803, est un désastre, entraînant pour le prince Scindia la perte d'une grande partie de sa fortune. Il autorise Perron à rejoindre les dernières possessions françaises, les comptoirs, dans l'espoir d'y trouver de l'aide. Ces intrigues politiques qui opposaient l'Empire britannique au dernier régent indien autonome, ainsi qu'en définitive, aux intérêts français, ont entaché semble-t-il à tort la réputation de Perron : ceci du fait en grande partie de la trahison de Bourguien qui s'est rendu aux Anglais et leur a raconté des mensonges sur Perron, ce que des témoignages historiques ont plus tard démontré.
Durant les batailles suivantes, celles de Delhi, Laswari, et Allié Ghur (maintenant Aligarh), ainsi que celle de Assaye, les bataillons de Perron ont été systématiquement défaits par Lord Lake et Arthur Wellesley. 
Perron revient en France en 1806, mais fort d'une importante fortune.
Ses filles Élisabeth et Madeleine épousèrent, respectivement, Napoléon de Montesquiou-Fézensac et Alfred de Montesquiou-Fezensac. Il est également le beau-père d'Étienne Jean Charles Champion de Nansouty, d'Olivier et de Charles-Frédéric de La Rochefoucauld.
Il est inhumé à Authon.

Chambre de Pierre Cuillier-Perron au château du Fresne
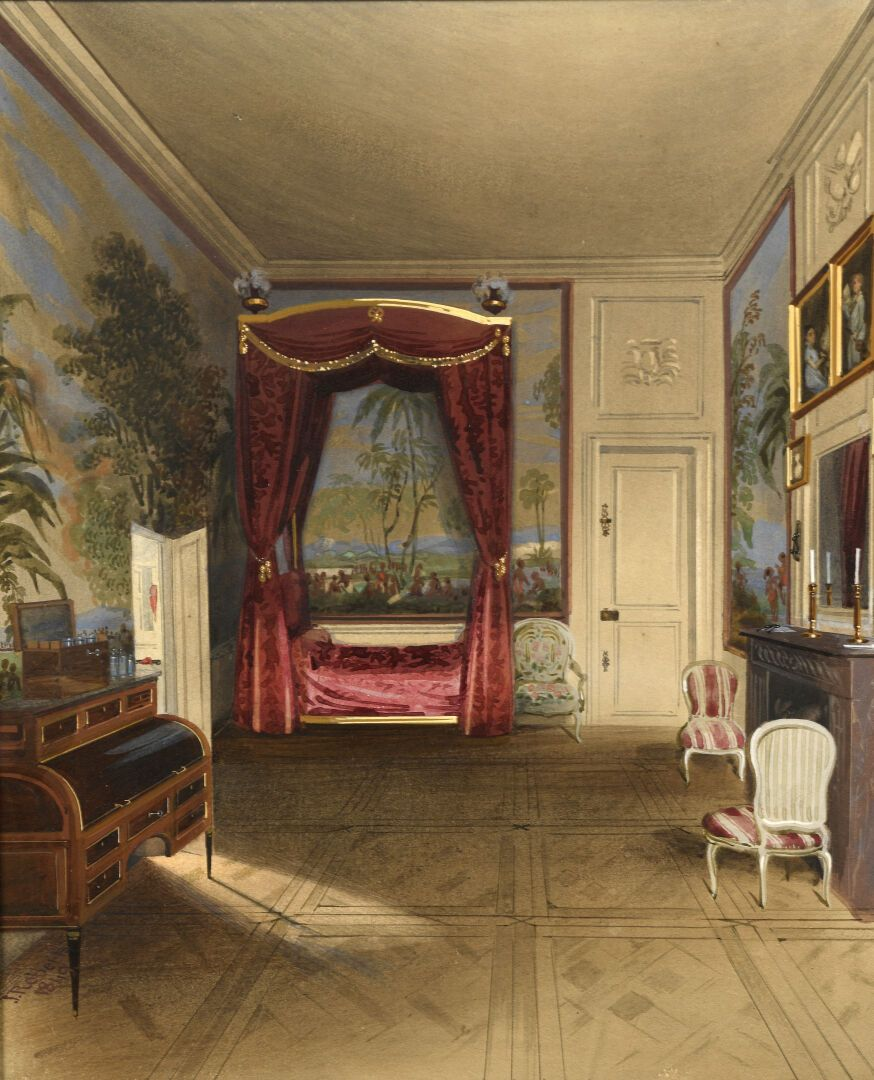
Vue depuis la fenêtre
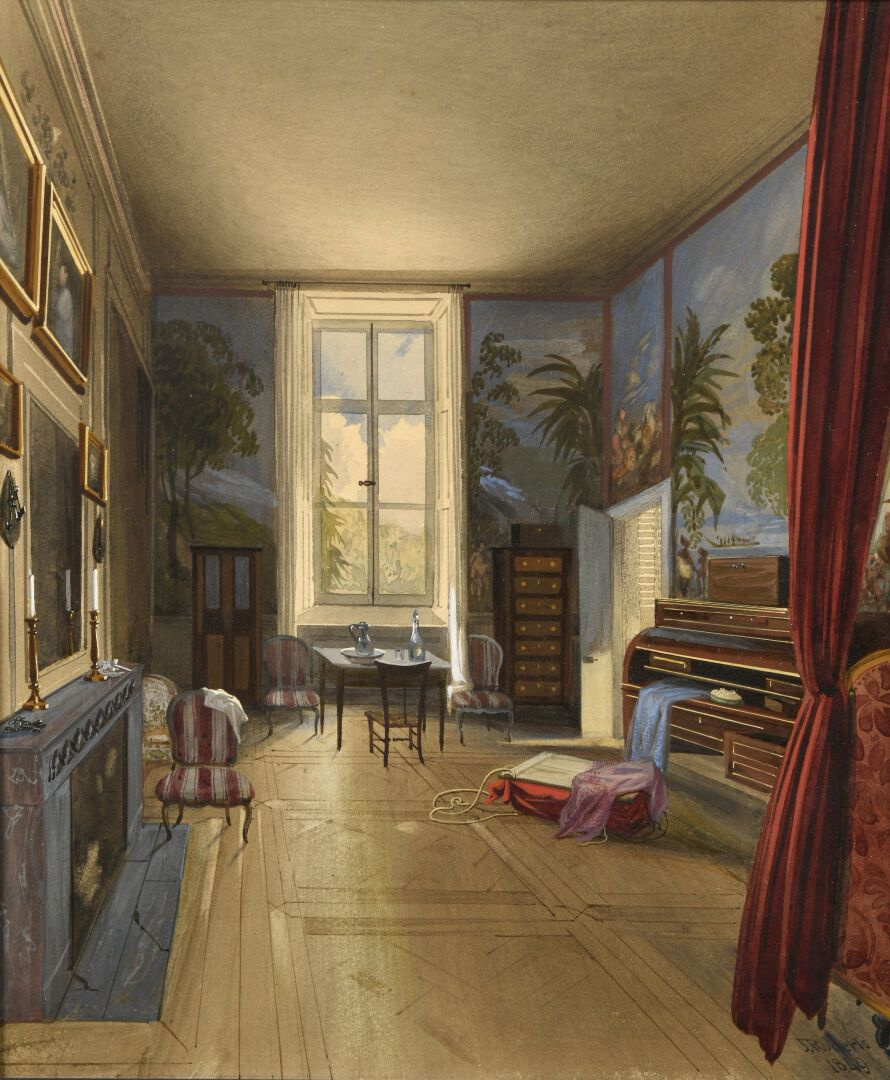
Vue depuis la porte d'entrée

## Les bâtiments

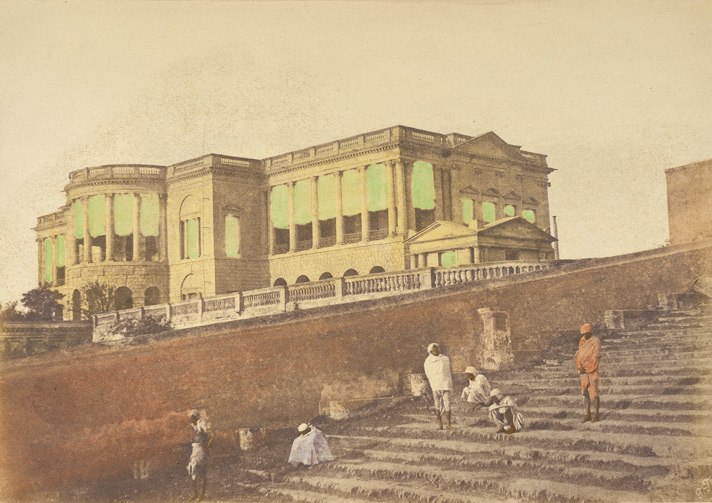
Palais de Perron à Chinsurah

Sir Shah Sulaiman Hall, le bâtiment principal de la Prévôté de Bureau (Bloc Administratif), a été construit sous ses ordres en 1802.
La somptueuse résidence qu'il a fait construire pour lui-même à Chinsurah est devenue le siège du Hooghly College (Hooghly Mohsin College) de 1837 à 1937.